# Ulykken på Gare Montparnasse
Ulykken på Gare Montparnasse var en togulykke på stationen Gare Montparnasse i Paris fredag den 22. oktober 1895. 
Kl. 15.55 kørte et tog fra Granville ud over sporstopperen ("stopbommen") for enden af sporene, over perronen og gennem en glasvæg og ned på gaden, der lå en etage lavere. Lokomotivet lagde sig til hvile på Place de Rennes medens de 12 vogne med 131 passagerer blev stående oppe på stationen. 
Toget, der tilhørte Compagnie de l'Ouest, var nogle minutter forsinket, da det ankom til Montparnasse. Den 19-årige lokomotivfører Guillaume-Marie Pellerin var instrueret om ikke at benytte togets Westinghouse-bremse (for at skåne denne), men i stedet lokomotivets bremse og vognenes skruebremser. Han fejlvurderede togets hastighed og bremsede for sent. Sammen med fyrbøderen sprang Pellerin af lokomotivet inden det kørte gennem væggen.
Ved ulykken omkom avissælgersken Marie-Augustine Aguilard, der befandt sig nede på gaden hvor hun afløste sin mand, medens han hentede aftenaviserne (jernbaneselskabet betalte hendes begravelse samt understøttelse til de to børn). 5 passagerer blev kvæstet foruden en af togpersonalet. 
Pellerin og konduktøren Mariette blev stillet for retten. Pellerin måtte betale en bøde på 50 Franc og blev desuden fængslet i 2 måneder, medens Mariette betalte en bøde på 25 franc.
48°50′27″N 2°19′11″Ø / 48.8408°N 2.3197°Ø